# 陳兆榮
陳兆榮（Chan Siu Wing，1992年4月26日—），生於香港，香港籃球運動員，司職控球後衛，與現時東方隊友李琪被譽為「香港浪花兄弟」為現役香港籃球代表隊成員，現時效力香港甲一籃球聯賽球隊香港東方並擔任球隊隊長。

## 籃球生涯
陳兆榮生於香港，中學最初就讀中華傳道會安柱中學，到16歲時轉到學界傳統勁旅英華書院，而他中學未畢業就獲香港甲一聯賽勁旅永倫賞識，加旗下的青年隊，直到2009年獲提升上永倫一隊，更與當時隊友李琪被譽為「香港浪花兄弟」，期間打控球後衛居多，偶爾會被換去當得分後衛，因訓練有成身體的肌肉發達，使得他能夠在比賽中做出很多高難度的拉桿或灌籃的動作，
2015年8月，陳兆榮將告別母會轉投全港首支職業籃球隊東方，並於2017年3月21日以83–58擊敗遊協的高級組銀牌賽，在本地比賽首度入樽，
2016年12月，陳兆榮首度為球隊出戰東南亞職業籃球聯賽，並在ABL生涯第二場就奪下19分，成為對方的心腹大患，到季尾，他協助東方於5場3勝制的總決賽，以場數3–1首度參賽即奪得東南亞職業籃球聯賽冠軍。不過他在2017年10月23日操練時受傷並證實左膝前十字韌帶斷裂將錯過2017/18東南亞職業籃球賽賽季。
2018年度香港甲一聯賽，陳兆榮養傷10個月趕及於總決賽復出，協助東方龍獅奪冠。

## 國際賽生涯
2014年11月8日，陳兆榮於亞洲大學生籃球錦標賽季軍戰獨取25分，協助香港爆冷在亞洲大學運動會兩度擊敗南韓國家隊，歷史性奪得亞洲大學生籃球錦標賽季軍。

## 球場以外
陳兆榮有二百幾度近視，所以平時都會戴眼鏡，到打籃球時先戴隱形眼鏡，他於2015年在香港城市大學心理學系畢業，2014年7月，榮升籃球學校老闆，合夥人還有亞洲大學生籃球錦標賽隊友李頌民及現時東方隊友葉俊傑，他於2017年12月24日首度嘗試擔任旁述工作，亮相東網，與全能評述邢安邦評述母校英華書院對漢華中學的全港學界籃球精英賽八強。

## 外部連結
- 陳兆榮在fiba.basketball（英语）
- 陳兆榮在archive.fiba.com（存檔）（英语）
- 陳兆榮在Eurobasket.com（球員）（英语）
- 陳兆榮在RealGM（英语）
- 陳兆榮在Flashscore（英语）
- ABL官網球員註冊資料 （页面存档备份，存于）